# Mathilde Johansson
Mathilde Johansson (Göteborg, 1985. április 28. –) francia hivatásos teniszezőnő.
2000–2016 közötti profi pályafutása során tizennégy egyéni és egy páros ITF-tornát tudott nyerni. Legjobb egyéni világranglista-helyezése az ötvenkilencedik hely volt, ezt 2009. áprilisban érte el, párosban a 110. helyig jutott 2010. május 10-én. Grand Slam-tornán a legnagyobb sikerét egyéniben a 2012-es Roland Garroson érte el, ahol a 3. körig jutott. Utolsó mérkőzését a 2016-os Roland Garros kvalifikációjában játszotta.

## WTA döntői

### Egyéni: 2 (0–2)
| Összesítés           |                        |
| Grand Slam-torna (0) |                        |
| Tier I (0)           | Premier Mandatory* (0) |
| Tier II (0)          | Premier Five* (0)      |
| Tier III (0)         | Premier* (0)           |
| Tier IV (0)          | International* (0–2)   |
| Tier V (0)           | Challenger* (0)        |

* 2009-től megváltozott a tornák rendszere.
 Az egymás mellett azonos színnel jelölt tornatípusok között nincs teljes mértékű megfelelés.
| Borításonként |
| ------------- |
| Kemény (0–0)  |
| Salak (0–2)   |
| Fű (0–0)      |
| Szőnyeg (0–0) |

| Eredmény | No. | Dátum             | Torna                             | Borítás | Ellenfél               | Eredmény      |
| -------- | --- | ----------------- | --------------------------------- | ------- | ---------------------- | ------------- |
| Döntős   | 1.  | 2011. február 20. | Copa Colsanitas, Bogotá, Kolumbia | Salak   | Lourdes Domínguez Lino | 6–2, 3–6, 2–6 |
| Döntős   | 2.  | 2012. július 22.  | Swedish Open, Båstad, Svédország  | Salak   | Polona Hercog          | 6–0, 4–6, 5–7 |

## ITF döntői (15–8)

### Egyéni (14–6)
| Díjazás        |
| -------------- |
| $100,000 torna |
| $75,000 torna  |
| $50,000 torna  |
| $25,000 torna  |
| $15,000 torna  |
| $10,000 torna  |

| Borításonként |
| ------------- |
| Kemény (5–2)  |
| Salak (9–4)   |
| Fű (0–0)      |
| Szőnyeg (0–0) |

| Eredmény | No. | Dátum                | Torna                            | Borítás    | Ellenfél             | Eredmény              |
| -------- | --- | -------------------- | -------------------------------- | ---------- | -------------------- | --------------------- |
| Döntős   | 1.  | 2001. június 24.     | Algír, Algéria                   | Salak      | Zuzana Kučová        | 3–6, 3–6              |
| Győztes  | 2.  | 2001. július 1.      | Algír, Algéria                   | Salak      | Isabel Collischonn   | 6–2, 6–3              |
| Döntős   | 2.  | 2004. november 21.   | Puebla, Mexikó                   | Kemény     | Mariana Díaz-Oliva   | 3–6, 1–6              |
| Győztes  | 2.  | 2005. július 3.      | Mont-de-Marsan, Franciaország    | Salak      | Natalia Gussoni      | 3–6, 6–4, 6–4         |
| Döntős   | 3.  | 2005. július 17.     | Vittel, Franciaország            | Salak      | Hanna Nooni          | 2–6, 2–6              |
| Győztes  | 3.  | 2005. október 30.    | Mexikóváros, Mexikó              | Kemény     | Florence Haring      | játék nélkül          |
| Győztes  | 4.  | 2006. november 5.    | Mexikóváros, Mexikó              | Kemény     | Larissa Carvalho     | 6–1, 7–6(7)           |
| Győztes  | 5.  | 2006. november 12.   | Mexikóváros, Mexikó              | Kemény     | Yvonne Meusburger    | 7–5, 6–2              |
| Győztes  | 6.  | 2008. február 10.    | Cali, Kolumbia                   | Salak      | Ekaterina Shulaeva   | 3–6, 6–0, 6–1         |
| Győztes  | 7.  | 2008. július 27.     | Pétange, Luxemburg               | Salak      | Renata Voráčová      | 2–6, 7–5, 7–5         |
| Győztes  | 8.  | 2010. június 13.     | Budapest, Magyarország           | Salak      | Babos Tímea          | 6–7(4), 6–1, 6–0      |
| Győztes  | 9.  | 2010. június 20.     | Montpellier, Franciaország       | Salak      | Claire de Gubernatis | 5–7, 6–4, 6–2         |
| Győztes  | 10. | 2010. július 25.     | Pétange, Luxemburg               | Salak      | Monica Niculescu     | 6–3, 6–3              |
| Győztes  | 11. | 2010. szeptember 19. | Szófia, Bulgária                 | Salak      | Carla Suárez Navarro | 6–4, 3–1 visszalépett |
| Döntős   | 4.  | 2010. október 9.     | Jounieh, Libanon                 | Salak      | Petra Cetkovská      | 1–6, 3–6              |
| Győztes  | 12. | 2011. július 18.     | Petange, Luxemburg               | Kemény     | Petra Cetkovská      | 7-5 6-3               |
| Döntős   | 5.  | 2015. április 5.     | Croissy-Beaubourg, Franciaország | Kemény (f) | Margarita Gaszparjan | 3–6, 4–6              |
| Döntős   | 6.  | 2015. június 21.     | Ystad, Svédország                | Salak      | Rebecca Peterson     | 2–6, 1–6              |
| Győztes  | 13. | 2015. június 28.     | Périgueux, Franciaország         | Salak      | Chloé Paquet         | 6-4 6-2               |
| Győztes  | 14. | 2015. november 8,    | Nantes, Franciaország            | Kemény (f) | Andreea Mitu         | 6−3 6−4               |

### Páros (1–2)
| Díjazás        |
| -------------- |
| $100,000 torna |
| $75,000 torna  |
| $50,000 torna  |
| $25,000 torna  |
| $15,000 torna  |
| $10,000 torna  |

| Borításonként |
| ------------- |
| Kemény (1–1)  |
| Salak (0–1)   |
| Fű (0–0)      |
| Szőnyeg (0–0) |

| Eredmény | No. | Dátum            | Torna                            | Borítás    | Partner         | Ellenfél                          | Eredmény         |
| -------- | --- | ---------------- | -------------------------------- | ---------- | --------------- | --------------------------------- | ---------------- |
| Győztes  | 14. | 2004. június 21. | Orestiada, Görögország           | Kemény     | Aurélie Védy    | Belen Karbalai Luciana Sarmento   | 6–0 6–0          |
| Döntős   | 1.  | 2009. július 4.  | Cuneo, Olaszország               | Salak      | Petra Cetkovská | Akgul Amanmuradova Darja Kusztava | 7–5, 1–6, [7–10] |
| Döntős   | 2.  | 2015. április 4. | Croissy-Beaubourg, Franciaország | Kemény (f) | Julie Coin      | Jocelyn Rae Anna Smith            | 6–7(5), 6–7(2)   |

## Eredményei Grand Slam-tornákon

### Egyéniben
| Grand Slam | Australian Open | Australian Open    | Roland Garros  | Roland Garros      | Wimbledon      | Wimbledon           | US Open        | US Open            |
| Év         | Eredmény        | Utolsó ellenfél    | Eredmény       | Utolsó ellenfél    | Eredmény       | Utolsó ellenfél     | Eredmény       | Utolsó ellenfél    |
| 2003       | –               | –                  | Selejtező (Q1) | Selejtező (Q1)     | –              | –                   | –              | –                  |
| 2004       | –               | –                  | –              | –                  | –              | –                   | –              | –                  |
| 2005       | –               | –                  | 1. kör         | Sz Kuznyecova      | –              | –                   | Selejtező (Q1) | Selejtező (Q1)     |
| 2006       | Selejtező (Q2)  | Selejtező (Q2)     | 2. kör         | M Kirilenko        | Selejtező (Q1) | Selejtező (Q1)      | Selejtező (Q2) | Selejtező (Q2)     |
| 2007       | Selejtező (Q1)  | Selejtező (Q1)     | 2. kör         | J Gyementyjeva     | Selejtező (Q3) | Selejtező (Q3)      | 1. kör         | Martina Hingis     |
| 2008       | 1. kör          | Marta Domachowska  | 2. kör         | Serena Williams    | 1. kör         | Sz Kuznyecova       | Selejtező (Q3) | Selejtező (Q3)     |
| 2009       | 2. kör          | Daniela Hantuchová | 1. kör         | V Gyacsenko        | 2. kör         | V Zvonarjova        | 1. kör         | M Larcher de Brito |
| 2010       | Selejtező (Q1)  | Selejtező (Q1)     | 1. kör         | Chanelle Scheepers | –              | –                   | Selejtező (Q1) | Selejtező (Q1)     |
| 2011       | 1. kör          | Sahar Peér         | 1. kör         | Julia Görges       | 2. kör         | Julia Görges        | 1. kör         | C Suárez Navarro   |
| 2012       | 1. kör          | Iveta Benešová     | 3. kör         | Sloane Stephens    | –              | –                   | 1. kör         | Varvara Lepchenko  |
| 2013       | 1. kör          | Akgul Amanmuradova | 2. kör         | Ana Ivanović       | 2. kör         | Agnieszka Radwańska | 1. kör         | B Mattek-Sands     |
| 2014       | Selejtező (Q2)  | Selejtező (Q2)     | 1. kör         | Karolína Plíšková  | Selejtező (Q2) | Selejtező (Q2)      | –              | –                  |
| 2015       | Selejtező (Q1)  | Selejtező (Q1)     | 1. kör         | Heather Watson     | –              | –                   | Selejtező (Q1) | Selejtező (Q1)     |
| 2016       | Selejtező (Q1)  | Selejtező (Q1)     | Selejtező (Q2) | Selejtező (Q2)     | –              | –                   | –              | –                  |

## Év végi világranglista-helyezései
| Év       | 2001 | 2002 | 2003 | 2004 | 2005 | 2006 | 2007 | 2008 | 2009 | 2010 | 2011 | 2012 | 2013 | 2014 | 2015 |
| Helyezés | 648. | 514. | 621. | 399. | 163. | 150. | 125. | 85.  | 125. | 100. | 77.  | 86.  | 136. | 206. | 175. |